# K League 1 2020
La K League 1 2020 fue la 38ra temporada de la división más alta del fútbol en Corea del Sur desde el establecimiento en 1983 como K-League y la tercera temporada con su actual nombre, la K League 1. El Jeonbuk Hyundai Motors es el campeón defensor.
La temporada regular (1R-33R) estaba programada para comenzar el 29 de febrero y finalizar el 4 de octubre, pero se pospuso indefinidamente al surgir la pandemia de enfermedad por coronavirus de 2020 en Corea del Sur.
El 24 de abril de 2020, la Unión de Fútbol Profesional de Corea (K League) confirmó que adoptarán su plan de modificación, que comenzará a cambiar el tipo de la temporada 2020 a 22 partidos de temporada regular y 5 partidos de la Jornada Final por uno equipo y Sangju Sangmu y el equipo más bajo al final de esta temporada será relegado a la K League 2 temporada 2021.

## Ascensos y descensos
| Pos.        | Descendidos de la K League 1 2019 |
| ----------- | --------------------------------- |
| Desc.(11.º) | Gyeongnam FC                      |
| 12.º        | Jeju United                       |

| Pos.       | Ascendidos de la K League 2 2019 |
| ---------- | -------------------------------- |
| 1.º        | Gwangju FC                       |
| Prom.(2.º) | Busan IPark                      |

## Equipos
| Club                    | Ciudad                | Entrenador                           | Propietario                       |
| ----------------------- | --------------------- | ------------------------------------ | --------------------------------- |
| Busan IPark             | Busan                 | Cho Deok-je                          | Hyundai Development Company       |
| Daegu FC                | Daegu                 | Lee Byung-keun (Entrenador interino) | Gobierno de Daegu                 |
| Gangwon FC              | Chuncheon y Gangneung | Kim Byung-soo                        | Gobierno de Gangwon-do            |
| Gwangju                 | Gwangju               | Park Jin-sub                         | Gobierno de Gwangju               |
| Incheon United          | Incheon               | Lim Joong-yong (Entrenador interino) | Gobierno de Incheon               |
| Jeonbuk Hyundai Motors  | Jeonbuk               | José Morais                          | Hyundai Motor Company             |
| Pohang Steelers         | Pohang, Gyeongbuk     | Kim Gi-dong                          | POSCO                             |
| Sangju Sangmu           | Sangju                | Kim Tae-wan                          | Korea Armed Forces Athletic Corps |
| Seongnam                | Seongnam, Gyeonggi    | Kim Nam-il                           | Gobierno de Seongnam              |
| Seoul                   | Seoul                 | Kim Ho-young (Entrenador interino)   | GS Group                          |
| Suwon Samsung Bluewings | Suwon, Gyeonggi       | Ju Seung-jin (Entrenador interino)   | Samsung Group                     |
| Ulsan Hyundai           | Ulsan                 | Kim Do-hoon                          | Hyundai Heavy Industries          |

### Estadios
| Busan IPark             | Daegu FC             | Gangwon FC                                            | Gwangju FC                                                       | Incheon United               | Jeonbuk Hyundai Motors        |
| ----------------------- | -------------------- | ----------------------------------------------------- | ---------------------------------------------------------------- | ---------------------------- | ----------------------------- |
| Estadio de Busan Gudeok | DGB Daegu Bank Park  | Chuncheon Song-am Leports Town y Estadio de Gangneung | Estadio Mundialista de Gwangju →Estadio Mundialista de Gwangju 2 | Estadio de Fútbol de Incheon | Estadio Mundialista de Jeonju |
| Capacidad: 12,349       | Capacidad: 12,415    | Capacidad: 20,000 y 22,333                            | Capacidad: 40,245 →12,000                                        | Capacidad: 20,891            | Capacidad: 42,477             |
|                         |                      |                                                       |                                                                  |                              |                               |
| Pohang Steelers         | Sangju Sangmu        | Seongnam FC                                           | FC Seoul                                                         | Suwon Samsung Bluewings      | Ulsan Hyundai                 |
| Estadio Steel Yard      | Sangju Civic Stadium | Tancheon Stadium                                      | Estadio Mundialista de Seúl                                      | Estadio Mundialista de Suwon | Estadio Mundialista de Ulsan  |
| Capacidad: 17,443       | Capacidad: 15,042    | Capacidad: 16,146                                     | Capacidad: 66,704                                                | Capacidad: 43,959            | Capacidad: 44,102             |
|                         |                      |                                                       |                                                                  |                              |                               |

## Jugadores foráneos
La cantidad máxima de jugadores extranjeros por equipo es 4, incluyendo un cupo para jugadores de países de la AFC. Un equipo puede usar cuatro jugadores extranjeros sobre el campo, incluyendo al menos uno de países de la AFC.
| Club                    | Jugador 1          | Jugador 2            | Jugador 3            | Jugador AFC        | Jugador ASEAN |
| ----------------------- | ------------------ | -------------------- | -------------------- | ------------------ | ------------- |
| Busan IPark             | Gustavo Vintecinco | Rômulo               |                      | Dostonbek Tursunov |               |
| Daegu FC                | Césinha            | Edgar                | Dejan Damjanović     | Tsubasa Nishi      |               |
| Gangwon FC              |                    |                      |                      | Takahiro Nakazato  |               |
| Gwangju FC              | Felipe             | Willyan              | Marco Ureña          | Rustam Ashurmatov  |               |
| Incheon United          | Stefan Mugoša      | Elias Aguilar        | Gustavo              | Rashid Mahazi      |               |
| Jeonbuk Hyundai Motors  | Murilo Henrique    | Modou Barrow         | Gustavo              | Takahiro Kunimoto  |               |
| Pohang Steelers         | Manuel Palacios    | Stanislav Iljutcenko | Aleksandar Paločević | Brandon O'Neill    |               |
| Seongnam FC             | Igor Jovanović     | Tomislav Kiš         |                      | Jamshid Iskanderov |               |
| FC Seoul                | Adriano            | Osmar                |                      | Ikromjon Alibaev   |               |
| Suwon Samsung Bluewings | Sulejman Krpić     | Doneil Henry         | Terry Antonis        | Adam Taggart       |               |
| Ulsan Hyundai           | Júnior Negrão      | Dave Bulthuis        | Bjørn Maars Johnsen  | Jason Davidson     |               |

## Desarrollo

### Clasificación
| Pos. | Equipo                     | Pts. | PJ | G  | E  | P  | GF | GC | Dif. | Clasificación o descenso                             |
| ---- | -------------------------- | ---- | -- | -- | -- | -- | -- | -- | ---- | ---------------------------------------------------- |
| 1    | Jeonbuk Hyundai Motors (C) | 60   | 27 | 19 | 3  | 5  | 46 | 21 | +25  | Fase de grupos de la Liga de Campeones de la AFC.    |
| 2    | Ulsan Hyundai              | 57   | 27 | 17 | 6  | 4  | 54 | 23 | +31  | Fase de grupos de la Liga de Campeones de la AFC.    |
| 3    | Pohang Steelers            | 50   | 27 | 15 | 5  | 7  | 56 | 35 | +21  | Fase de grupos de la Liga de Campeones de la AFC.    |
| 4    | Sangju Sangmu (D)          | 44   | 27 | 13 | 5  | 9  | 34 | 36 | −2   | Descenso a K League 2.                               |
| 5    | Daegu FC                   | 38   | 27 | 10 | 8  | 9  | 43 | 39 | +4   | Ronda de play-off de la Liga de Campeones de la AFC. |
| 6    | Gwangju FC                 | 25   | 27 | 6  | 7  | 14 | 32 | 46 | −14  |                                                      |
|      |                            |      |    |    |    |    |    |    |      |                                                      |
| 7    | Gangwon FC                 | 34   | 27 | 9  | 7  | 11 | 36 | 41 | −5   |                                                      |
| 8    | Suwon Samsung Bluewings    | 31   | 27 | 8  | 7  | 12 | 27 | 30 | −3   |                                                      |
| 9    | FC Seoul                   | 29   | 27 | 8  | 5  | 14 | 23 | 44 | −21  |                                                      |
| 10   | Seongnam FC                | 28   | 27 | 7  | 7  | 13 | 24 | 37 | −13  |                                                      |
| 11   | Incheon United             | 27   | 27 | 7  | 6  | 14 | 25 | 35 | −10  |                                                      |
| 12   | Busan IPark (D)            | 25   | 27 | 5  | 10 | 12 | 25 | 38 | −13  | Descenso a K League 2.                               |

 Fuente: K League
Criterios de clasificación: Puntos · Goles a favor · Diferencia de goles · Número de victorias · Puntos en enfrentamientos directos · Play-off.
Notas:
1. ↑  Los equipos se dividieron en dos grupos (Final A y Final B) después de que cada uno jugó 22 partidos.
2. ↑  Sangju Sangmu es un equipo militar y no es elegible para representar a Corea del Sur en las competiciones de clubes de la AFC. Sangju Sangmu confirmó que el equipo trasladó su ciudad de franquicia a partir de la temporada 2021 y fue descendido a la K League 2 de la temporada 2021 independientemente de su posición final de la temporada 2020.[cita requerida]

### Evolución de la clasificación

#### Jornadas 1–22
| Jornada                 | 1  | 2  | 3  | 4  | 5  | 6  | 7  | 8  | 9  | 10 | 11 | 12 | 13 | 14 | 15 | 16 | 17 | 18 | 19 | 20 | 21 | 22 |
| Equipo                  |    |    |    |    |    |    |    |    |    |    |    |    |    |    |    |    |    |    |    |    |    |    |
| ----------------------- | -- | -- | -- | -- | -- | -- | -- | -- | -- | -- | -- | -- | -- | -- | -- | -- | -- | -- | -- | -- | -- | -- |
| Ulsan Hyundai           | 1  | 1  | 2  | 2  | 2  | 2  | 2  | 2  | 2  | 2  | 1  | 1  | 1  | 1  | 1  | 1  | 1  | 1  | 1  | 1  | 1  | 1  |
| Jeonbuk Hyundai Motors  | 5  | 2  | 1  | 1  | 1  | 1  | 1  | 1  | 1  | 1  | 2  | 2  | 2  | 2  | 2  | 2  | 2  | 2  | 2  | 2  | 2  | 2  |
| Pohang Steelers         | 3  | 3  | 6  | 4  | 6  | 4  | 5  | 5  | 5  | 5  | 4  | 4  | 3  | 5  | 4  | 4  | 5  | 4  | 4  | 4  | 4  | 3  |
| Sangju Sangmu           | 12 | 7  | 4  | 6  | 5  | 6  | 4  | 3  | 3  | 3  | 3  | 3  | 4  | 4  | 3  | 3  | 3  | 3  | 3  | 3  | 3  | 4  |
| Daegu FC                | 6  | 8  | 9  | 9  | 8  | 5  | 6  | 4  | 4  | 4  | 5  | 5  | 5  | 3  | 5  | 5  | 4  | 5  | 5  | 5  | 5  | 5  |
| Gwangju FC              | 10 | 12 | 12 | 12 | 10 | 8  | 7  | 7  | 7  | 8  | 9  | 9  | 10 | 8  | 10 | 10 | 10 | 7  | 7  | 7  | 8  | 6  |
| FC Seúl                 | 8  | 6  | 3  | 7  | 7  | 9  | 10 | 11 | 9  | 9  | 10 | 11 | 11 | 11 | 8  | 6  | 6  | 8  | 9  | 6  | 7  | 7  |
| Gangwon FC              | 2  | 5  | 7  | 5  | 3  | 3  | 3  | 6  | 6  | 7  | 6  | 7  | 6  | 6  | 7  | 8  | 8  | 6  | 6  | 9  | 6  | 8  |
| Seongnam FC             | 3  | 4  | 5  | 3  | 4  | 7  | 9  | 9  | 8  | 11 | 11 | 8  | 8  | 9  | 6  | 7  | 9  | 10 | 8  | 8  | 9  | 9  |
| Busan IPark             | 10 | 11 | 11 | 10 | 11 | 11 | 11 | 10 | 11 | 6  | 7  | 6  | 7  | 7  | 9  | 9  | 7  | 9  | 10 | 10 | 10 | 10 |
| Suwon Samsung Bluewings | 9  | 10 | 8  | 8  | 9  | 10 | 8  | 8  | 10 | 10 | 8  | 10 | 9  | 10 | 11 | 11 | 11 | 11 | 11 | 11 | 11 | 11 |
| Incheon United          | 6  | 9  | 10 | 11 | 12 | 12 | 12 | 12 | 12 | 12 | 12 | 12 | 12 | 12 | 12 | 12 | 12 | 12 | 12 | 12 | 12 | 12 |

#### Jornadas 23–27
Las jornadas divididas son de la jornada 23 a la jornada 27.

##### Final A
| Jornada                | 23 | 24 | 25 | 26 | 27 |
| Equipo                 |    |    |    |    |    |
| ---------------------- | -- | -- | -- | -- | -- |
| Jeonbuk Hyundai Motors | 2  | 2  | 2  | 1  | 1  |
| Ulsan Hyundai          | 1  | 1  | 1  | 2  | 2  |
| Pohang Steelers        | 3  | 3  | 3  | 3  | 3  |
| Sangju Sangmu          | 4  | 4  | 4  | 4  | 4  |
| Daegu FC               | 5  | 5  | 5  | 5  | 5  |
| Gwangju FC             | 6  | 6  | 6  | 6  | 6  |

##### Final B
| Jornada                 | 23 | 24 | 25 | 26 | 27 |
| Equipo                  |    |    |    |    |    |
| ----------------------- | -- | -- | -- | -- | -- |
| Gangwon FC              | 7  | 7  | 7  | 7  | 7  |
| Suwon Samsung Bluewings | 9  | 8  | 8  | 9  | 8  |
| FC Seúl                 | 8  | 9  | 9  | 8  | 9  |
| Seongnam FC             | 10 | 11 | 11 | 11 | 10 |
| Incheon United          | 11 | 12 | 12 | 12 | 11 |
| Busan IPark             | 12 | 10 | 10 | 10 | 12 |

### Resultados
| Jeonbuk Hyundai Motors | 1 - 0 | Suwon Samsung Bluewings | Estadio Mundialista de Jeonju  | 8 de mayo de 2020  | 19:00 | 0 |  |  |  |
| Ulsan Hyundai          | 4 - 0 | Sangju Sangmu           | Estadio de Fútbol Ulsan Munsu  | 9 de mayo de 2020  | 14:00 | 0 |  |  |  |
| Incheon United         | 0 - 0 | Daegu FC                | Estadio de fútbol de Incheon   | 9 de mayo de 2020  | 16:30 | 0 |  |  |  |
| Gwangju FC             | 0 - 2 | Seongnam FC             | Estadio Mundialista de Gwangju | 9 de mayo de 2020  | 19:00 | 0 |  |  |  |
| Pohang Steelers        | 2 - 0 | Busan IPark             | Estadio de Pohang Steel Yard   | 10 de mayo de 2020 | 14:00 | 0 |  |  |  |
| Gangwon FC             | 3 - 1 | FC Seúl                 | Chuncheon Song-am Sports Town  | 10 de mayo de 2020 | 16:30 | 0 |  |  |  |

| Sangju Sangmu           | 2 - 0 | Gangwon FC             | Estadio municipal de Sangju  | 16 de mayo de 2020 | 14:00 | 0 |  |  |  |
| Daegu FC                | 1 - 1 | Pohang Steelers        | DGB Daegu Bank Park          | 16 de mayo de 2020 | 16:30 | 0 |  |  |  |
| Busan IPark             | 1 - 3 | Jeonbuk Hyundai Motors | Estadio Gudeok               | 16 de mayo de 2020 | 19:00 | 0 |  |  |  |
| Suwon Samsung Bluewings | 2 - 3 | Ulsan Hyundai          | Estadio Mundialista de Suwon | 17 de mayo de 2020 | 16:30 | 0 |  |  |  |
| FC Seúl                 | 1 - 0 | Gwangju FC             | Estadio Mundialista de Seúl  | 17 de mayo de 2020 | 19:00 | 0 |  |  |  |
| Seongnam FC             | 0 - 0 | Incheon United         | Estadio de Tancheon          | 17 de mayo de 2020 | 19:00 | 0 |  |  |  |

| Pohang Steelers         | 1 - 2 | FC Seúl        | Estadio de Pohang Steel Yard  | 22 de mayo de 2020 | 19:30 | 0 |  |  |  |
| Gangwon FC              | 1 - 1 | Seongnam FC    | Estadio de Gangneung          | 23 de mayo de 2020 | 16:30 | 0 |  |  |  |
| Suwon Samsung Bluewings | 1 - 0 | Incheon United | Estadio de fútbol de Incheon  | 23 de mayo de 2020 | 16:30 | 0 |  |  |  |
| Sangju Sangmu           | 1 - 0 | Gwangju FC     | Estadio municipal de Sangju   | 23 de mayo de 2020 | 19:00 | 0 |  |  |  |
| Jeonbuk Hyundai Motors  | 2 - 0 | Daegu FC       | Estadio Mundialista de Jeonju | 24 de mayo de 2020 | 16:30 | 0 |  |  |  |
| Ulsan Hyundai           | 1 - 1 | Busan IPark    | Estadio de Fútbol Ulsan Munsu | 24 de mayo de 2020 | 19:00 | 0 |  |  |  |

| Daegu FC       | 1 - 1 | Sangju Sangmu           | DGB Daegu Bank Park            | 29 de mayo de 2020 | 19:30 | 0 |  |  |  |
| Gangwon FC     | 1 - 0 | Jeonbuk Hyundai Motors  | Estadio de Gangneung           | 30 de mayo de 2020 | 16:30 | 0 |  |  |  |
| Gwangju FC     | 1 - 1 | Ulsan Hyundai           | Estadio Mundialista de Gwangju | 30 de mayo de 2020 | 19:00 | 0 |  |  |  |
| Busan IPark    | 0 - 0 | Suwon Samsung Bluewings | Estadio de Gudeok              | 30 de mayo de 2020 | 19:00 | 0 |  |  |  |
| FC Seúl        | 0 - 1 | Seongnam FC             | Estadio Mundialista de Seúl    | 31 de mayo de 2020 | 16:30 | 0 |  |  |  |
| Incheon United | 1 - 4 | Pohang Steelers         | Estadio de fútbol de Incheon   | 31 de mayo de 2020 | 19:00 | 0 |  |  |  |

| Incheon United          | 1 - 2 | Gangwon FC             | Estadio de fútbol de Incheon | 5 de junio de 2020 | 19:30 | 0 |  |  |  |
| FC Seúl                 | 1 - 4 | Jeonbuk Hyundai Motors | Estadio Mundialista de Seúl  | 6 de junio de 2020 | 16:30 | 0 |  |  |  |
| Pohang Steelers         | 0 - 4 | Ulsan Hyundai          | Estadio de Steel Yard        | 6 de junio de 2020 | 19:00 | 0 |  |  |  |
| Busan IPark             | 1 - 1 | Sangju Sangmu          | Estadio Gudeok               | 6 de junio de 2020 | 19:00 | 0 |  |  |  |
| Suwon Samsung Bluewings | 0 - 1 | Gwangju FC             | Estadio Mundialista de Suwon | 7 de junio de 2020 | 19:00 | 0 |  |  |  |
| Seongnam FC             | 1 - 2 | Daegu FC               | Estadio de Tancheon          | 7 de junio de 2020 | 19:00 | 0 |  |  |  |

| Ulsan Hyundai           | 1 - 0 | Seongnam FC     | Estadio de Fútbol Ulsan Munsu  | 13 de junio de 2020 | 16:30 | 0 |  |  |  |
| Jeonbuk Hyundai Motors  | 1 - 0 | Incheon United  | Estadio Mundialista de Jeonju  | 13 de junio de 2020 | 19:00 | 0 |  |  |  |
| Sangju Sangmu           | 2 - 4 | Pohang Steelers | Estadio municipal de Sangju    | 13 de junio de 2020 | 19:00 | 0 |  |  |  |
| Suwon Samsung Bluewings | 2 - 2 | Gangwon FC      | Estadio Mundialista de Suwon   | 13 de junio de 2020 | 19:00 | 0 |  |  |  |
| Daegu FC                | 6 - 0 | FC Seúl         | DGB Daegu Bank Park            | 14 de junio de 2020 | 19:00 | 0 |  |  |  |
| Gwangju FC              | 3 - 1 | Busan IPark     | Estadio Mundialista de Gwangju | 14 de junio de 2020 | 19:00 | 0 |  |  |  |

| Gangwon FC      | 0 - 3 | Ulsan Hyundai           | Estadio de Gangneung           | 16 de junio de 2020 | 19:00 | 0 |  |  |  |
| Pohang Steelers | 1 - 2 | Jeonbuk Hyundai Motors  | Estadio de Steel Yard          | 16 de junio de 2020 | 19:30 | 0 |  |  |  |
| Seongnam FC     | 0 - 2 | Suwon Samsung Bluewings | Estadio Tancheon               | 16 de junio de 2020 | 19:30 | 0 |  |  |  |
| Gwangju FC      | 2 - 1 | Incheon United          | Estadio Mundialista de Gwangju | 17 de junio de 2020 | 18:00 | 0 |  |  |  |
| Sangju Sangmu   | 1 - 0 | FC Seúl                 | Estadio municipal de Sangju    | 17 de junio de 2020 | 19:00 | 0 |  |  |  |
| Busan IPark     | 2 - 2 | Daegu FC                | Estadio Gudeok                 | 17 de junio de 2020 | 20:00 | 0 |  |  |  |

| FC Seúl                | 0 - 2 | Ulsan Hyundai           | Estadio Mundialista de Seúl   | 20 de junio de 2020 | 19:00 | 0 |  |  |  |
| Pohang Steelers        | 2 - 0 | Gangwon FC              | Estadio de Pohang Steel Yard  | 20 de junio de 2020 | 19:00 | 0 |  |  |  |
| Seongnam FC            | 0 - 1 | Sangju Sangmu           | Estadio Tancheon              | 20 de junio de 2020 | 19:00 | 0 |  |  |  |
| Jeonbuk Hyundai Motors | 1 - 0 | Gwangju FC              | Estadio Mundialista de Jeonju | 21 de junio de 2020 | 18:00 | 0 |  |  |  |
| Incheon United         | 0 - 1 | Busan IPark             | Estadio de fútbol de Incheon  | 21 de junio de 2020 | 18:00 | 0 |  |  |  |
| Daegu FC               | 3 - 1 | Suwon Samsung Bluewings | DGB Daegu Bank Park           | 21 de junio de 2020 | 20:00 | 0 |  |  |  |

| Gwangju FC              | 0 - 2 | Pohang Steelers        | Estadio Mundialista de Gwangju | 26 de junio de 2020 | 19:00 | 0 |  |  |  |
| FC Seúl                 | 1 - 0 | Incheon United         | Estadio Mundialista de Seúl    | 27 de junio de 2020 | 19:00 | 0 |  |  |  |
| Busan IPark             | 1 - 1 | Seongnam FC            | Estadio Gudeok                 | 27 de junio de 2020 | 19:00 | 0 |  |  |  |
| Daegu FC                | 2 - 1 | Gangwon FC             | DGB Daegu Bank Park            | 27 de junio de 2020 | 20:00 | 0 |  |  |  |
| Ulsan Hyundai           | 0 - 2 | Jeonbuk Hyundai Motors | Estadio de Fútbol Ulsan Munsu  | 28 de junio de 2020 | 18:00 | 0 |  |  |  |
| Suwon Samsung Bluewings | 0 - 1 | Sangju Sangmu          | Estadio Mundialista de Suwon   | 28 de junio de 2020 | 19:00 | 0 |  |  |  |

| Ulsan Hyundai           | 4 - 1 | Incheon United         | Estadio de Fútbol Ulsan Munsu  | 4 de julio de 2020 | 18:00 | 0 |  |  |  |
| Gangwon FC              | 2 - 4 | Busan IPark            | Estadio de Gangneung           | 4 de julio de 2020 | 19:00 | 0 |  |  |  |
| Suwon Samsung Bluewings | 3 - 3 | FC Seúl                | Estadio Mundialista de Suwon   | 4 de julio de 2020 | 20:00 | 0 |  |  |  |
| Sangju Sangmu           | 1 - 0 | Jeonbuk Hyundai Motors | Estadio municipal de Sangju    | 5 de julio de 2020 | 19:00 | 0 |  |  |  |
| Seongnam FC             | 0 - 4 | Pohang Steelers        | Estadio Tancheon               | 5 de julio de 2020 | 19:00 | 0 |  |  |  |
| Gwangju FC              | 2 - 4 | Daegu FC               | Estadio Mundialista de Gwangju | 5 de julio de 2020 | 19:00 | 0 |  |  |  |

| Busan IPark            | 2 - 0 | FC Seúl                 | Estadio Gudeok                | 10 de julio de 2020 | 19:30 | 0 |  |  |  |
| Incheon United         | 1 - 1 | Sangju Sangmu           | Estadio de fútbol de Incheon  | 11 de julio de 2020 | 19:00 | 0 |  |  |  |
| Pohang Steelers        | 1 - 1 | Suwon Samsung Bluewings | Pohang Steel Yard             | 11 de julio de 2020 | 19:00 | 0 |  |  |  |
| Jeonbuk Hyundai Motors | 2 - 2 | Seongnam FC             | Estadio Mundialista de Jeonju | 11 de julio de 2020 | 19:00 | 0 |  |  |  |
| Daegu FC               | 1 - 3 | Ulsan Hyundai FC        | DGB Daegu Bank Park           | 12 de julio de 2020 | 19:00 | 0 |  |  |  |
| Gangwon FC             | 4 - 1 | Gwangju FC              | Estadio de Gangneung          | 12 de julio de 2020 | 19:00 | 0 |  |  |  |

| Busan IPark             | 0 - 0 | Gwangju FC             | Estadio Gudeok                | 18 de julio de 2020 | 18:00 | 0 |  |  |  |
| Sangju Sangmu           | 2 - 0 | Daegu FC               | Estadio municipal de Sangju   | 18 de julio de 2020 | 19:00 | 0 |  |  |  |
| FC Seúl                 | 1 - 3 | Pohang Steelers        | Estadio Mundialista de Seúl   | 18 de julio de 2020 | 20:00 | 0 |  |  |  |
| Ulsan Hyundai           | 1 - 0 | Gangwon FC             | Estadio de Fútbol Ulsan Munsu | 19 de julio de 2020 | 19:00 | 0 |  |  |  |
| Suwon Samsung Bluewings | 0 - 1 | Seongnam FC            | Estadio Mundialista de Suwon  | 19 de julio de 2020 | 19:00 | 0 |  |  |  |
| Incheon United          | 1 - 1 | Jeonbuk Hyundai Motors | Estadio de fútbol de Incheon  | 19 de julio de 2020 | 19:00 | 0 |  |  |  |

| Seongnam FC            | 0 - 0 | Gangwon FC              | Estadio Tancheon              | 25 de julio de 2020 | 19:00 | 0 |  |  |  |
| Sangju Sangmu          | 1 - 5 | Ulsan Hyundai           | Estadio municipal de Sangju   | 25 de julio de 2020 | 19:00 | 0 |  |  |  |
| Gwangju FC             | 0 - 1 | Suwon Samsung Bluewings | Estadio de futbol de Gwangju  | 25 de julio de 2020 | 20:00 | 0 |  |  |  |
| Daegu FC               | 3 - 0 | Busan IPark             | DGB Daegu Bank Park           | 26 de julio de 2020 | 19:00 | 0 |  |  |  |
| Jeonbuk Hyundai Motors | 3 - 0 | FC Seúl                 | Estadio Mundialista de Jeonju | 26 de julio de 2020 | 19:00 | 0 |  |  |  |
| Pohang Steelers        | 1 - 1 | Incheon United          | Estadio de Pohang Steel Yard  | 26 de julio de 2020 | 19:00 | 0 |  |  |  |

| Seongnam FC             | 1 - 2 | FC Seúl         | Estadio de Tancheon           | 1º de agosto de 2020 | 19:00 |  |  |  |  |
| Jeonbuk Hyundai Motors  | 2 - 1 | Pohang Steelers | Estadio Mundialista de Jeonju | 1º de agosto de 2020 | 19:00 |  |  |  |  |
| Incheon United          | 1 - 3 | Gwangju FC      | Estadio de futbol de Incheon  | 1º de agosto de 2020 | 20:00 |  |  |  |  |
| Gangwon FC              | 2 - 2 | Sangju Sangmu   | Estadio Gangneung             | 2 de agosto de 2020  | 19:00 |  |  |  |  |
| Busan IPark             | 1 - 2 | Ulsan Hyundai   | Estadio Gudeok                | 2 de agosto de 2020  | 19:00 |  |  |  |  |
| Suwon Samsung Bluewings | 0 - 1 | Daegu FC        | Estadio Mundialista de Suwon  | 2 de agosto de 2020  | 19:00 |  |  |  |  |

| FC Seúl         | 2 - 0 | Gangwon FC              | Estadio Mundialista de Seúl   | 7 de agosto de 2020 | 20:00 |  |  |  |  |
| Ulsan Hyundai   | 0 - 0 | Suwon Samsung Bluewings | Estadio de Fútbol Ulsan Munsu | 8 de agosto de 2020 | 19:00 |  |  |  |  |
| Pohang Steelers | 1 - 1 | Gwangju FC              | Estadio de Pohang Steel Yard  | 8 de agosto de 2020 | 19:00 |  |  |  |  |
| Daegu FC        | 0 - 2 | Jeonbuk Hyundai Motors  | DGB Daegu Bank Park           | 8 de agosto de 2020 | 20:00 |  |  |  |  |
| Incheon United  | 0 - 2 | Seongnam FC             | Estadio de futbol de Incheon  | 9 de agosto de 2020 | 19:00 |  |  |  |  |
| Sangju Sangmu   | 2 - 0 | Busan IPark             | Estadio municipal de Sangju   | 9 de agosto de 2020 | 19:00 |  |  |  |  |

| Seongnam FC             | 1 - 1 | Busan IPark             | Estadio de Tancheon           | 14 de agosto de 2020 | 19:30 |  |  |  |  |
| FC Seúl                 | 2 - 1 | Sangju Sangmu           | Estadio Mundialista de Seúl   | 15 de agosto de 2020 | 19:00 |  |  |  |  |
| Ulsan Hyundai           | 2 - 0 | Suwon Samsung Bluewings | Estadio de Fútbol Ulsan Munsu | 15 de agosto de 2020 | 19:00 |  |  |  |  |
| Suwon Samsung Bluewings | 1 - 3 | Jeonbuk Hyundai Motors  | Estadio Mundialista de Suwon  | 15 de agosto de 2020 | 19:00 |  |  |  |  |
| Gwangju FC              | 2 - 2 | Gangwon FC              | Estadio de futbol de Gwangju  | 16 de agosto de 2020 | 19:00 |  |  |  |  |
| Daegu FC                | 0 - 1 | Incheon United          | DGB Daegu Bank Park           | 16 de agosto de 2020 | 19:00 |  |  |  |  |

| Incheon United         | 1 - 0 | Suwon Samsung Bluewings | Estadio de fútbol de Incheon  | 22 de agosto de 2020 | 17:30 | 0 |  |  |  |
| Gwangju FC             | 0 - 0 | FC Seúl                 | Estadio de fútbol de Gwangju  | 22 de agosto de 2020 | 19:00 | 0 |  |  |  |
| Busan IPark            | 2 - 1 | Pohang Steelers         | Estadio local                 | 22 de agosto de 2020 | 19:00 | 0 |  |  |  |
| Gangwon FC             | 0 - 0 | Daegu FC                | DGB Daegu Bank Park           | 22 de agosto de 2020 | 20:00 | 0 |  |  |  |
| Jeonbuk Hyundai Motors | 2 - 1 | Sangju Sangmu           | Estadio Mundialista de Jeonju | 23 de agosto de 2020 | 18:00 | 0 |  |  |  |
| Seongnam FC            | 1 - 2 | Ulsan Hyundai           | Estadio de Tancheon           | 23 de agosto de 2020 | 20:00 | 0 |  |  |  |

| Sangju Sangmu           | 3 - 1 | Incheon United | Estadio municipal de Sangju      | 29 de agosto de 2020 | 18:00 | 0 |  |  |  |
| Suwon Samsung Bluewings | 3 - 1 | Busan IPark    | Estadio Mundialista de Suwon     | 29 de agosto de 2020 | 20:00 | 0 |  |  |  |
| Ulsan Hyundai           | 3 - 0 | FC Seúl        | Estadio de Ulsan Munsu de fútbol | 30 de agosto de 2020 | 17:30 | 0 |  |  |  |
| Pohang Steelers         | 2 - 1 | Seongnam FC    | Estadio Pohang Steel Yard        | 30 de agosto de 2020 | 19:00 | 0 |  |  |  |
| Jeonbuk Hyundai Motors  | 1 - 2 | Gangwon FC     | Estadio Mundialista de Jeonju    | 30 de agosto de 2020 | 19:00 | 0 |  |  |  |
| Daegu FC                | 4 - 6 | Gwangju FC     | DGB Daegu Bank Park              | 30 de agosto de 2020 | 20:00 | 0 |  |  |  |

| Sangju Sangmu   | 1 - 0 | Suwon Samsung Bluewings | Estadio municipal de Sangju      | 4 de septiembre de 2020 | 19:00 | 0 |  |  |  |
| Seongnam FC     | 2 - 0 | Jeonbuk Hyundai Motors  | Estadio de Tancheon              | 5 de septiembre de 2020 | 17:30 | 0 |  |  |  |
| FC Seúl         | 1 - 1 | Busan IPark             | Estadio Mundialista de Seúl      | 5 de septiembre de 2020 | 19:00 | 0 |  |  |  |
| Pohang Steelers | 3 - 2 | Daegu FC                | Estadio de Pohang Steel Yard     | 5 de septiembre de 2020 | 20:00 | 0 |  |  |  |
| Gangwon FC      | 2 - 3 | Incheon United          | Estadio de Gangneung             | 6 de septiembre de 2020 | 17:30 | 0 |  |  |  |
| Ulsan Hyundai   | 1 - 1 | Gwangju FC              | Estadio de Ulsan Munsu de fútbol | 6 de septiembre de 2020 | 19:00 | 0 |  |  |  |

| Gwangju FC    | 3 - 3 | Jeonbuk Hyundai Motors  | Estadio de futbol de Gwangju     | 12 de septiembro 2020 | 16:00 | 0 |  |  |  |
| Sangju Sangmu | 0 - 0 | Seongnam FC             | Estadio municipal de Sangju      | 12 de septiembro 2020 | 19:00 | 0 |  |  |  |
| Ulsan Hyundai | 1 - 1 | Daegu FC                | Estadio de Ulsan Munsu de fútbol | 12 de septiembro 2020 | 19:00 | 0 |  |  |  |
| FC Seúl       | 2 - 1 | Suwon Samsung Bluewings | Estadio Mundialista de Seúl      | 13 de septiembro 2020 | 17:30 | 0 |  |  |  |
| Gangwon FC    | 0 - 3 | Pohang Steelers         | Estadio de Gangneung             | 13 de septiembro 2020 | 19:00 | 0 |  |  |  |
| Busan IPark   | 0 - 0 | Incheon United          | Estadio Gudeok                   | 13 de septiembro 2020 | 19:00 | 0 |  |  |  |

| Jeonbuk Hyundai Motors  | 2 - 1 | Ulsan Hyundai   | Estadio Mundialista de Jeonju | 15 de septiembro 2020 | 19:00 | 0 |  |  |  |
| Gwangju FC              | 0 - 1 | Sangju Sangmu   | Estadio de futbol de Gwangju  | 15 de septiembro 2020 | 20:00 | 0 |  |  |  |
| Busan IPark             | 1 - 2 | Gangwon FC      | Estadio Gudeok                | 16 de septiembro 2020 | 18:00 | 0 |  |  |  |
| Incheon United          | 1 - 0 | FC Seúl         | Estadio de futbol de Incheon  | 16 de septiembro 2020 | 19:00 | 0 |  |  |  |
| Suwon Samsung Bluewings | 0 - 0 | Pohang Steelers | Estadio Mundialista de Suwon  | 16 de septiembro 2020 | 19:00 | 0 |  |  |  |
| Daegu FC                | 3 - 2 | Seongnam FC     | DGB Daegu Bank Park           | 16 de septiembro 2020 | 20:00 | 0 |  |  |  |

| Gangwon FC             | 1 - 2 | Suwon Samsung Bluewings | Estadio de Gangneung          | 20 de septiembro 2020 | 15:00 | 0 |  |  |  |
| Incheon United         | 0 - 1 | Ulsan Hyundai           | Estadio de futbol de Incheon  | 20 de septiembro 2020 | 15:00 | 0 |  |  |  |
| Jeonbuk Hyundai Motors | 2 - 0 | Busan IPark             | Estadio Mundialista de Jeonju | 20 de septiembro 2020 | 15:00 | 0 |  |  |  |
| Pohang Steelers        | 4 - 3 | Sangju Sangmu           | Estadio de Pohang Steel Yard  | 20 de septiembro 2020 | 15:00 | 0 |  |  |  |
| Seongnam FC            | 0 - 2 | Gwangju FC              | Estadio Tancheon              | 20 de septiembro 2020 | 15:00 | 0 |  |  |  |
| FC Seúl                | 0 - 0 | Daegu FC                | Estadio Mundialista de Seúl   | 20 de septiembro 2020 | 15:00 | 0 |  |  |  |

| Suwon Samsung Bluewings | 3 - 1 | FC Seúl                | Estadio Mundialista de Suwon | 26 de septiembro 2020 | 14:00 | 0 |  |  |  |
| Busan IPark             | 0 - 2 | Gangwon FC             | Estadio Gudeok               | 27 de septiembro 2020 | 14:00 | 0 |  |  |  |
| Seongnam FC             | 0 - 6 | Incheon United         | Estadio de Tancheon          | 27 de septiembro 2020 | 14:00 | 0 |  |  |  |
| Sangju Sangmu           | 0 - 1 | Jeonbuk Hyundai Motors | Estadio municipal de Sangju  | 27 de septiembro 2020 | 16:30 | 0 |  |  |  |
| Daegu FC                | 2 - 2 | Ulsan Hyundai          | DGB Daegu Bank Park          | 27 de septiembro 2020 | 16:30 | 0 |  |  |  |
| Pohang Steelers         | 5 - 3 | Gwangju FC             | Pohang Steel Yard            | 27 de septiembro 2020 | 19:00 | 0 |  |  |  |

| Ulsan Hyundai          | 4 - 1 | Sangju Sangmu           | Estadio de Ulsan Munsu de fútbol                               | 2 de octubre de 2020 | 17:00 | 0 |  |  |  |
| Gwangju FC             | 0 - 1 | Daegu FC                | Estadio de fútbol de Gwangju(Estadio Mundialista de Gwangju 2) | 3 de octubre de 2020 | 16:30 | 0 |  |  |  |
| Jeonbuk Hyundai Motors | 0 - 1 | Pohang Steelers         | Estadio Mundialista de Jeonju                                  | 3 de octubre de 2020 | 19:00 | 0 |  |  |  |
| Gangwon FC             | 2 - 1 | Seongnam FC             | Estadio de Gangneung                                           | 4 de octubre de 2020 | 14:00 | 0 |  |  |  |
| FC Seúl                | 1 - 2 | Busan IPark             | Estadio Mundialista de Seúl                                    | 4 de octubre de 2020 | 16:30 | 0 |  |  |  |
| Incheon United         | 0 - 1 | Suwon Samsung Bluewings | Estadio de fútbol de Incheon                                   | 4 de octubre de 2020 | 19:00 | 0 |  |  |  |

| Gangwon FC             | 3 - 1 | Incheon United          | Estadio de Gangneung          | 16 de octubre de 2020 | 19:00 | 0 |  |  |  |
| Sangju Sangmu          | 2 - 1 | Daegu FC                | Estadio municipal de Sangju   | 17 de octubre de 2020 | 14:00 |   |  |  |  |
| Seongnam FC            | 0 - 1 | FC Seúl                 | Estadio de Tancheon           | 17 de octubre de 2020 | 16:30 |   |  |  |  |
| Busan IPark            | 0 - 0 | Suwon Samsung Bluewings | Estadio Gudeok                | 18 de octubre de 2020 | 14:00 |   |  |  |  |
| Jeonbuk Hyundai Motors | 4 - 1 | Gwangju FC              | Estadio Mundialista de Jeonju | 18 de octubre de 2020 | 16:30 |   |  |  |  |
| Pohang Steelers        | 4 - 0 | Ulsan Hyundai           | Estadio de Pohang Steel Yard  | 18 de octubre de 2020 | 19:00 |   |  |  |  |

| Suwon Samsung Bluewings | 1 - 2 | Seongnam FC            | Estadio Mundialista de Suwon                                | 23 de octubre de 2020 | 19:00 |  |  |  |  |
| FC Seúl                 | 1 - 1 | Gangwon FC             | Estadio Mundialista de Seúl                                 | 24 de octubre de 2020 | 14:00 |  |  |  |  |
| Incheon United          | 2 - 1 | Busan IPark            | Estadio de fútbol de Incheon                                | 24 de octubre de 2020 | 16:30 |  |  |  |  |
| Daegu FC                | 3 - 2 | Pohang Steelers        | DGB Daegu Bank Park                                         | 25 de octubre de 2020 | 14:00 |  |  |  |  |
| Gwangju FC              | 0 - 1 | Sangju Sangmu          | Estadio fútbol de Gwangju(Estadio Mundialista de Gwangju 2) | 25 de octubre de 2020 | 14:00 |  |  |  |  |
| Ulsan Hyundai           | 0 - 1 | Jeonbuk Hyundai Motors | Estadio de Ulsan Munsu de fútbol                            | 25 de octubre de 2020 | 16:30 |  |  |  |  |

| FC Seúl                | 0 - 1 | Incheon United          | Estadio Mundialista de Seúl      | 31 de octubre de 2020   | 15:00 |  |  |  |  |
| Seongnam FC            | 2 - 1 | Busan IPark             | Estadio de Tancheon              | 31 de octubre de 2020   | 15:00 |  |  |  |  |
| Gangwon FC             | 1 - 2 | Suwon Samsung Bluewings | Chuncheon Song-am Sports Town    | 31 de octubre de 2020   | 15:00 |  |  |  |  |
| Jeonbuk Hyundai Motors | 2 - 0 | Daegu FC                | Estadio Mundialista de Jeonju    | 1o de noviembre de 2020 | 15:00 |  |  |  |  |
| Ulsan Hyundai          | 3 - 0 | Gwangju FC              | Estadio de Ulsan Munsu de fútbol | 1o de noviembre de 2020 | 15:00 |  |  |  |  |
| Pohang Steelers        | 3 - 1 | Sangju Sangmu           | Estadio de Pohang Steel Yard     | 1o de noviembre de 2020 | 15:00 |  |  |  |  |

### Tabla de resultados cruzados

#### Jornadas 1–22
Los equipos juegan entre ellos dos veces, una vez en casa, otra fuera.
| Local \ Visitante       | BSI | DGU | GWN | GJU | ICU | JHM | PHS | SJS | SFC | SEO | SSB | USH |
| ----------------------- | --- | --- | --- | --- | --- | --- | --- | --- | --- | --- | --- | --- |
| Busan IPark             | —   | 2–2 | 1–2 | 0–0 | 0–0 | 1–2 | 2–1 | 1–1 | 1–1 | 2–0 | 0–0 | 1–2 |
| Daegu FC                | 3–0 | —   | 2–1 | 4–6 | 0–1 | 0–2 | 1–1 | 1–1 | 3–2 | 6–0 | 3–1 | 1–3 |
| Gangwon FC              | 2–4 | 0–0 | —   | 4–1 | 2–3 | 1–0 | 0–3 | 2–2 | 1–1 | 3–1 | 1–2 | 0–3 |
| Gwangju FC              | 3–1 | 2–4 | 2–2 | —   | 2–1 | 3–3 | 0–2 | 0–1 | 0–2 | 0–0 | 0–1 | 1–1 |
| Incheon United          | 0–1 | 0–0 | 1–2 | 1–3 | —   | 1–1 | 1–4 | 1–1 | 0–2 | 1–0 | 1–0 | 0–1 |
| Jeonbuk Hyundai Motors  | 2–0 | 2–0 | 1–2 | 1–0 | 1–0 | —   | 2–1 | 2–1 | 2–2 | 3–0 | 1–0 | 2–1 |
| Pohang Steelers         | 2–0 | 3–2 | 2–0 | 1–1 | 1–1 | 1–2 | —   | 4–3 | 2–1 | 1–2 | 1–1 | 0–4 |
| Sangju Sangmu           | 2–0 | 2–0 | 2–0 | 1–0 | 3–1 | 1–0 | 2–4 | —   | 0–0 | 1–0 | 1–0 | 1–5 |
| Seongnam FC             | 1–1 | 1–2 | 0–0 | 0–2 | 0–0 | 2–0 | 0–4 | 0–1 | —   | 1–2 | 0–2 | 1–2 |
| FC Seúl                 | 1–1 | 0–0 | 2–0 | 1–0 | 1–0 | 1–4 | 1–3 | 2–1 | 0–1 | —   | 2–1 | 0–2 |
| Suwon Samsung Bluewings | 3–1 | 0–1 | 2–2 | 0–1 | 1–0 | 1–3 | 0–0 | 0–1 | 0–1 | 3–3 | —   | 2–3 |
| Ulsan Hyundai           | 1–1 | 1–1 | 1–0 | 1–1 | 4–1 | 0–2 | 2–0 | 4–0 | 1–0 | 3–0 | 0–0 | —   |

#### Jornadas Finales 23–27
Los equipos juegan una sola vez entre ellos (ya sea en casa o fuera).
Final A
| Local \ Visitante      | DGU | GJU | JHM | PHS | SJS | USH |
| ---------------------- | --- | --- | --- | --- | --- | --- |
| Daegu FC               | —   | —   | —   | 3–2 | —   | 2–2 |
| Gwangju FC             | 0–1 | —   | —   | —   | 0–1 | —   |
| Jeonbuk Hyundai Motors | 2–0 | 4–1 | —   | 0–1 | —   | —   |
| Pohang Steelers        | —   | 4–3 | —   | —   | 3–1 | 4–0 |
| Sangju Sangmu          | 2–1 | —   | 0–1 | —   | —   | —   |
| Ulsan Hyundai          | —   | 3–0 | 0–1 | —   | 4–1 | —   |

Final B
| Local \ Visitante       | BSI | GWN | ICU | SFC | SEO | SSB |
| ----------------------- | --- | --- | --- | --- | --- | --- |
| Busan IPark             | —   | 0–2 | —   | —   | —   | 0–0 |
| Gangwon FC              | —   | —   | 3–1 | 2–1 | —   | 1–2 |
| Incheon United          | 2–1 | —   | —   | —   | —   | 0–1 |
| Seongnam FC             | 2–1 | —   | 0–6 | —   | 0–1 | —   |
| FC Seúl                 | 1–2 | 1–1 | 0–1 | —   | —   | —   |
| Suwon Samsung Bluewings | —   | —   | —   | 1–2 | 3–1 | —   |